# Parafia św. Marii Magdaleny w Dzierążni
Parafia świętej Marii Magdaleny w Dzierążni – parafia rzymskokatolicka, znajdująca się w diecezji kieleckiej, w dekanacie skalbmierskim.
W 1928 roku proboszczem był Roman Zelik, odznaczony Złotym Krzyżem Zasługi za „zasługi podniesieniu stanu gospodarczego i kulturalnego ludności pow. pińczowskiego”.